# Meixedo (Viana do Castelo)
Meixedo ist ein Ort und eine ehemalige Gemeinde (Freguesia) im nordportugiesischen Kreis Viana do Castelo der Unterregion Minho-Lima. Die Gemeinde hatte 467 Einwohner (Stand 30. Juni 2011).
Am 29. September 2013 wurden die Gemeinden Meixedo, Vilar de Murteda und Nogueira zur neuen Gemeinde União das Freguesias de Nogueira, Meixedo e Vilar de Murteda zusammengeschlossen.